# Pueblo abatewa
El pueblo abatewa pertenece al grupo étnico nguni, de origen ntungwa. Bajo su protección creció Shaka, futuro rey zulú . Sus comunidades crecieron en la región de Natal, en el este de Sudáfrica. Durante varias décadas lideraron la confederación Mathethwa que reunía más de treinta jefaturas nguni. Su economía se basa en el cultivo de la caña de azúcar, la ganadería y el comercio.

## Historia
El pueblo abatewa es mencionado por algunos investigadores como grupo natal de Dingiswayo, jefe de Mathethwa, una confederación de reinos nguni que ejerció gran influencia en el actual territorio sudafricano durante  los siglos XVIII y XIX. Como pueblo principal, los abatewa tenían varias comunidades bajo su control, entre ellas se encontraban las del pueblo zulú.
El joven Shaka kaSenzangakhona, originario de la tribu zulú será admitido por el pueblo abatewa tras ser rechazado por su padre Senzangakona, jefe del clan zulú. Tras evitar su muerte, el jefe abatewa lo formó como guerrero y lo instruyó en los nuevos sistemas de organización político-militar que Dingiswayo ideó tras observar el accionar de los ejércitos coloniales.
Se confiere a la dinastía abatewa del rey Dingiswayo el liderazgo de la confederación Mathethwa y la creación de un poderoso ejército coformado por entre 40.000 y 50.0000 guerreros que iniciaron un plan de conquista que derivó en un estado de violencia generalizado conocido con el nombre de Mfecane.
En 1818 el rey Dingiswayo enfrentó a la confederación Mathetwa a la de Ndwandwe. Dingiswayo fue derrotado y Shaka asumió la jefatura de la organización. La gestión del nuevo gobernante afectó la situación del pueblo abetewa, que pasó a formar parte de un nuevo reino liderado por Shaka que intentó igualar la participación de pueblos, linajes y clanes bajo un poder e identidad único al que llamó Reino Zulú.

## Sociedad
Tras la conformación del reino Zulú y la identificación del nombre de este clan o pueblo nguni con la casi totalidad de pueblos y comunidades relacionadas con su origen, el relevamiento estadístico de pueblos como el abatewa quedan dentro de la categoría zulú, sin individualizar. Por absorción cultural al pueblo zulú adoptaron su lengua. También formaron parte del proceso de cristianización de los zulú, que sobrepasa el 80% de su población.